# ایسائو یمای (فیزیکدان)
 ایسائو یمای (انگلیسی: Isao Imai؛ زاده ۷ اکتبر ۱۹۱۴ درگذشته ۲۴ اکتبر ۲۰۰۴) یک فیزیک‌دان اهل ژاپن بود.